# Sulzau (Starzach)
Sulzau ist ein Ortsteil der Gemeinde Starzach im Landkreis Tübingen in Baden-Württemberg (Deutschland).

## Geographie
Sulzau liegt rund neun Kilometer südwestlich von Rottenburg am Neckar und zwölf Kilometer östlich von Horb am Neckar im Neckartal.
Die Gemarkungsfläche des Ortes Sulzau beträgt 368 Hektar.

## Bevölkerung
Sulzau hat 315 Einwohner (Stand: Dezember 2015). Bei einer Gemarkungsfläche von 3,68 km² beträgt die Bevölkerungsdichte 86 Einwohner pro Quadratkilometer.

## Kultur und Sehenswürdigkeiten
In Sulzau befindet sich die Golfanlage unter der Weitenburg.